# 1713
Évszázadok: 17. század – 18. század – 19. század
Évtizedek: 1660-as évek – 1670-es évek – 1680-as évek – 1690-es évek – 1700-as évek – 1710-es évek – 1720-as évek – 1730-as évek – 1740-es évek – 1750-es évek – 1760-as évek
Évek: 1708 – 1709 – 1710 – 1711 –  1712 – 1713 – 1714 – 1715 – 1716 – 1717 – 1718

## Események

### Határozott dátumú események
- január 13. – II. Rákóczi Ferenc partra száll Dieppe-ben, Franciaországban.[1]
- február 18. és augusztus 10. – III. Károly megerősíti a szerb privilégiumokat.[2]
- február 13. – XIV. Lajos francia király Versailles-ban fogadja II. Rákóczi Ferencet.[1]
- április 11. – A spanyol örökösödési háborút lezáró utrechti béke.[3] A béke eredményeképpen Gibraltár brit felségterületté válik.[4]
- április 19. – VI. Károly német-római császár kihirdeti a trónöröklés rendjét szabályozó törvényt.[5]
- június 24. – Megkötik az orosz–török békeszerződést. (Ennek értelmében a török kézbe kerül Azov, az oroszok lerombolják a taganrogi erődöt néhány más Dnyeper menti erőddel, és XII. Károly svéd király hazatérhet.)[6]
- június 27. (Julián naptár szerint június 6.) – Oroszország és Törökország a drinápolyi békeszerződésben huszonöt évre meghosszabbítják az 1711-ben kötött pruti szerződést.[7]

### Határozatlan dátumú események
- I. Péter orosz cár áthelyezi a fővárost Moszkvából Szentpétervárra.[8]

## Születések
- február 11. – Diane Adélaïde de Mailly-Nesle, XV. Lajos francia király egyik hivatalos szeretője († 1760)
- május 15. – Hell József Károly, magyar bányafőgépmester, a bányagépesítés úttörője († 1789)
- október 1. – Ráday Gedeon, költő, műfordító, politikus († 1792)
- október 5. – Denis Diderot, francia filozófus († 1784)
- november 11. – Bossányi Szerafin, magyar hittudós, minorita rendi áldozópap († 1785)
- november 13. – Michael Bertleff, (Bertlef Mihály) magyar evangélikus lelkész († 1788)
- november 24. – Laurence Sterne, angol író († 1768)

## Halálozások
- január 8. – Arcangelo Corelli, zeneszerző, hegedűs (* 1653)
- február 1. – II. Apafi Mihály, erdélyi fejedelem (* 1676)
- február 25. – I. Frigyes porosz király, 1688-tól Brandenburg választófejedelme, a Hohenzollern-ház tagja, 1701-től az első „király Poroszországban” (Poroszország csak Frigyes halála után lett királyság.) (* 1657)
- március 8. – Diószegi Sámuel, református lelkész, költő (* ismeretlen)
- március 17. – Juraj Jánošík, (magyarosan Jánosik György), szlovák betyár (* 1688)
- március 26. – Esterházy Pál, herceg, nádor (* 1635)